# ミネソタ・ツインズ
ミネソタ・ツインズ（英語: Minnesota Twins, 英語発音: /mìnəsóutə twínz/; 略称: MIN）は、メジャーリーグベースボール（以下、MLB）アメリカンリーグ中地区所属のプロ野球球団。本拠地はミネソタ州ミネアポリスにあるターゲット・フィールド。

## 概要
前身はワシントンD.C.を本拠地として1901年のアメリカンリーグ創設時に発足したワシントン・セネタース。1961年にミネアポリスに本拠地を移し、ミネソタ・ツインズと改称した。セネタース時代には、リーグ優勝3回、1924年にワールドシリーズ優勝を果たし、ツインズ時代にはリーグ優勝3回、1987年と1991年にワールドシリーズ優勝2回を果たしている。
セネタース、ツインズ時代を通じて、慢性的な観客減に悩まされており、2001年オフには球団削減の対象となった。しかし地元市民の熱意によって新球場の建設が決定し、チームの奮起によって2002年から2004年にかけて地区3連覇を果たし、球団消滅は回避されることとなった。
1955年、長期低迷をしていたセネタースを題材として『くたばれ!ヤンキース』というミュージカルが大ヒットし、後に映画化もされた。これはセネタースとは対照的に黄金時代を謳歌していたニューヨーク・ヤンキースを妬んだセネタースファンの主人公が、ヤンキースを倒してセネタースを優勝させるために悪魔に魂を売ってしまうという話だった。
1998年、ツインズを敵役としたコメディ映画「メジャーリーグ3」（正式名 Major League: Back to the Minors）という映画が制作される。これは選手の能力は高いが、その選手一人一人に一癖も二癖もある者が多く、なかなか勝てないツインズ傘下の（架空の）AAA級チーム・バズ（日本語吹き替え版ではブンブンズ）が、主人公の監督就任により快進撃を開始。一度、主人公の発言によってメトロドームでツインズと対戦するも、マイナー相手に追い込まれたツインズの監督がプライドを保つため、係員に指示しメトロドームを停電させノーゲームに。その影響からさらに奮起したマイナーチームが、今度は自分たちの本拠地の球場でツインズを負かしてしまうという話だった。なお、映画のマイナーチーム側には日本人で石橋貴明が出演している。
2009年までの本拠地はドーム球場であるメトロドーム。これは本拠地であるミネアポリスの寒さ対策で建設されたものだったが、老朽化に悩まされていた。2010年からは天然芝の野球専用球場のターゲット・フィールドへ本拠地を移した。

## 球団の歴史

### ワシントン・セネタース

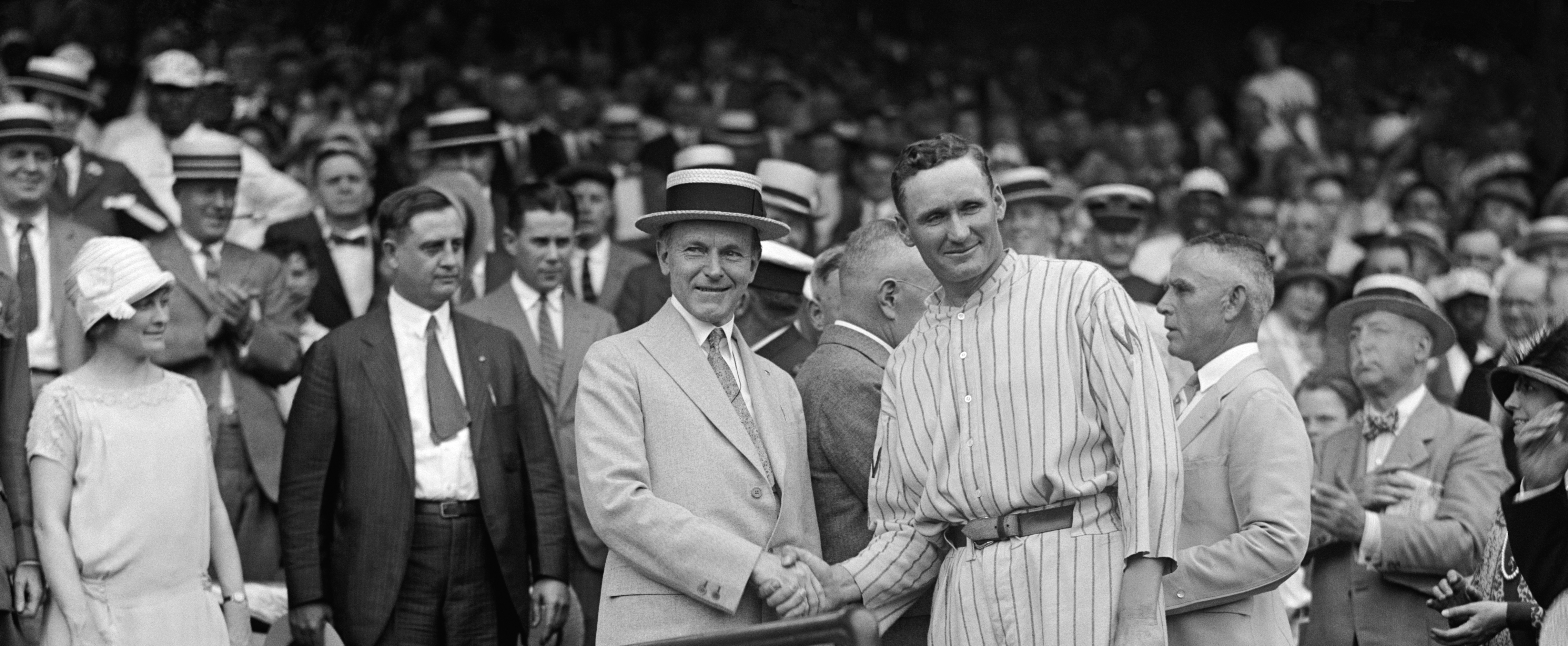
当時のアメリカ大統領 カルビン・クーリッジ (左)と握手するセネンターズのウォルター・ジョンソン投手 (右)(1924年)

1901年、アメリカンリーグ創設と同時にワシントン・セネタースとして発足。1902年にフィリーズから移籍したエド・デラハンティが創設間もないセネタースの攻撃陣を引っ張っていたが、翌年ナイアガラ・フォールズからの転落事故で他界する。1904年には球団史上ワーストの38勝113敗を記録するなど、当初は長く低迷していた。1907年、「人間機関車」と呼ばれたウォルター・ジョンソンがメジャーデビューし、リーグ屈指の投手として活躍をするも、打線の援護がほとんどなく、チームも負け越しを続けた。1911年には、シーズン開幕前の3月17日、本拠としていたアメリカン・リーグ・パークが火災により消失。すぐさま新球場ナショナル・パークが着工されたが、当然シーズン開幕に間に合わず、4月12日にほとんど未完成のまま開場することとなった。

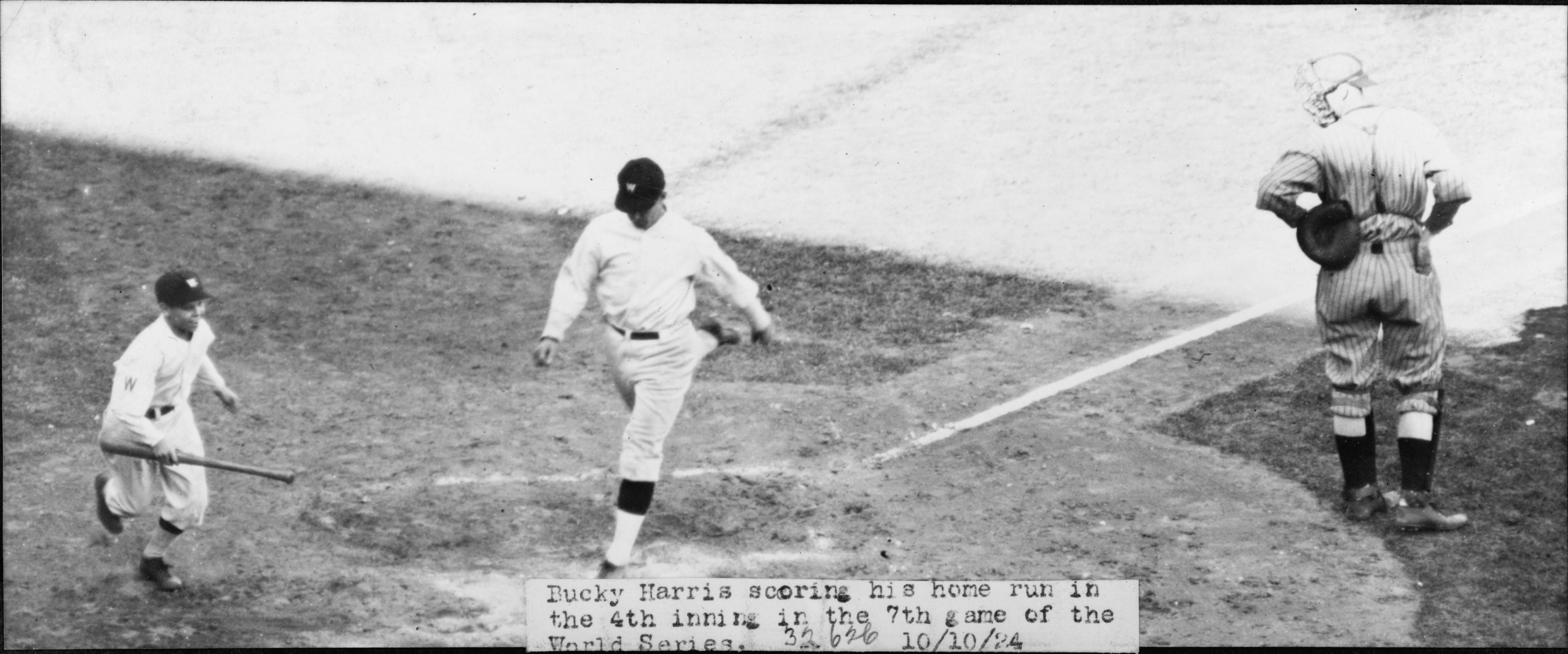
1924年のワールドシリーズ第7戦の4回に本塁打を放ったバッキー・ハリス

1912年、クラーク・グリフィスが監督に就任するとチームは躍進、91勝61敗でリーグ2位となり、球団設立以来、初めて勝ち越した。翌1913年もリーグ2位となったが、その後のシーズンは勝率5割前後が続き、再び中下位で低迷することとなる。1920年、この状況を打開するために、監督であるグリフィス自身が球団を買収し、それと同時に監督を退任した。オーナーとなったグリフィスは、若い選手を中心とした球団運営を目指す。1924年、二塁手として活躍していたバッキー・ハリスを選手兼任監督に据え、初のリーグ優勝を果たす。この年のワールドシリーズでは、ニューヨーク・ジャイアンツと対戦し、最終戦までもつれた末、延長12回の劇的なサヨナラ勝ちでワールドチャンピオンに輝いた。1925年にもリーグ連覇を果たし、強豪チームへと成長することとなった。
1927年、現役を引退したジョンソンが監督に就任。チームも好成績を残すが、リーグ優勝は果たせなかった。1933年、ジョー・クローニンが選手兼任監督に就任すると、その年に3度目のリーグ優勝を果たすが、ワールドシリーズではジャイアンツに1勝4敗で敗れた。セネタースとしての優勝はこの年が最後で、1934年にリーグ7位と低迷すると、クローニンをボストン・レッドソックスに放出、再びハリスが監督に就任するがチーム成績の衰退を止めることはできず、負け越しのシーズンが続いた。ハリスは1942年に解任された後、1950年から1954年にかけても監督を務めたが、リーグ優勝は果たせなかった。1954年にはハーモン・キルブルーがメジャーデビュー、持ち前の強打で1959年には本塁打王に輝いている。1955年に長年オーナーを務めたクラーク・グリフィスが亡くなると、養子のカルヴィン・グリフィスがオーナーに就任した。

#### ナショナルズの呼称
ワシントンD.C.が首都であることや、以前に存在したチーム名から、セネタース（上院議員）を愛称として1901年に創設されたこのチームは、上述の通り最悪のシーズンとなった1904年のシーズン終了後に、ナショナルズ（国民）と改称した。しかし、ファンやメディアからセネタース、ナショナルズ、ナショナルズを短縮したナッツの愛称を併用されることになった。なお、1905年と1906年の2シーズンはホーム用のユニフォームに"NATIONALS"のロゴが入っている。1956年に正式にセネタースと改称し、1959年と1960年の2シーズンはホーム用・ビジター用のユニフォームに"Senators"のロゴが入った。

### ミネソタ・ツインズ
新しいオーナーのカルヴィン・グリフィスは長年に渡る観客減に悩んでいた球団の本拠地移転を画策する。オーナーになる前年の1954年にはセントルイス・ブラウンズ（現・ボルチモア・オリオールズ）がワシントンD.C.の外港にあたるメリーランド州ボルチモアへ移転しており、危機感を増していた。そして1961年、ミネソタ州ブルーミントンに移転した。
ブルーミントンはミネソタ州最大の都市であるミネアポリスの南、州都であるセントポールの南西に位置し、ミネアポリス・セントポール都市圏に含まれる。ツインシティーズ（双子都市）と通称されるミネアポリスとセントポールは、当時はまだ対抗意識が強く、いずれもマイナーリーグのアメリカン・アソシエーションに加盟していたミネアポリス・ミラーズが1956年にメトロポリタン・スタジアムを新設すると、セントポール・セインツ（1993年創設の現在のチームとは別）は1957年にミッドウェイ・スタジアムを新設した。なお、ミッドウェイ・スタジアムの所在地はセントポールだったが、メトロポリタン・スタジアムの所在地はミネアポリスではなくブルーミントンだった。球団はメトロポリタン・スタジアムを本拠地とした。

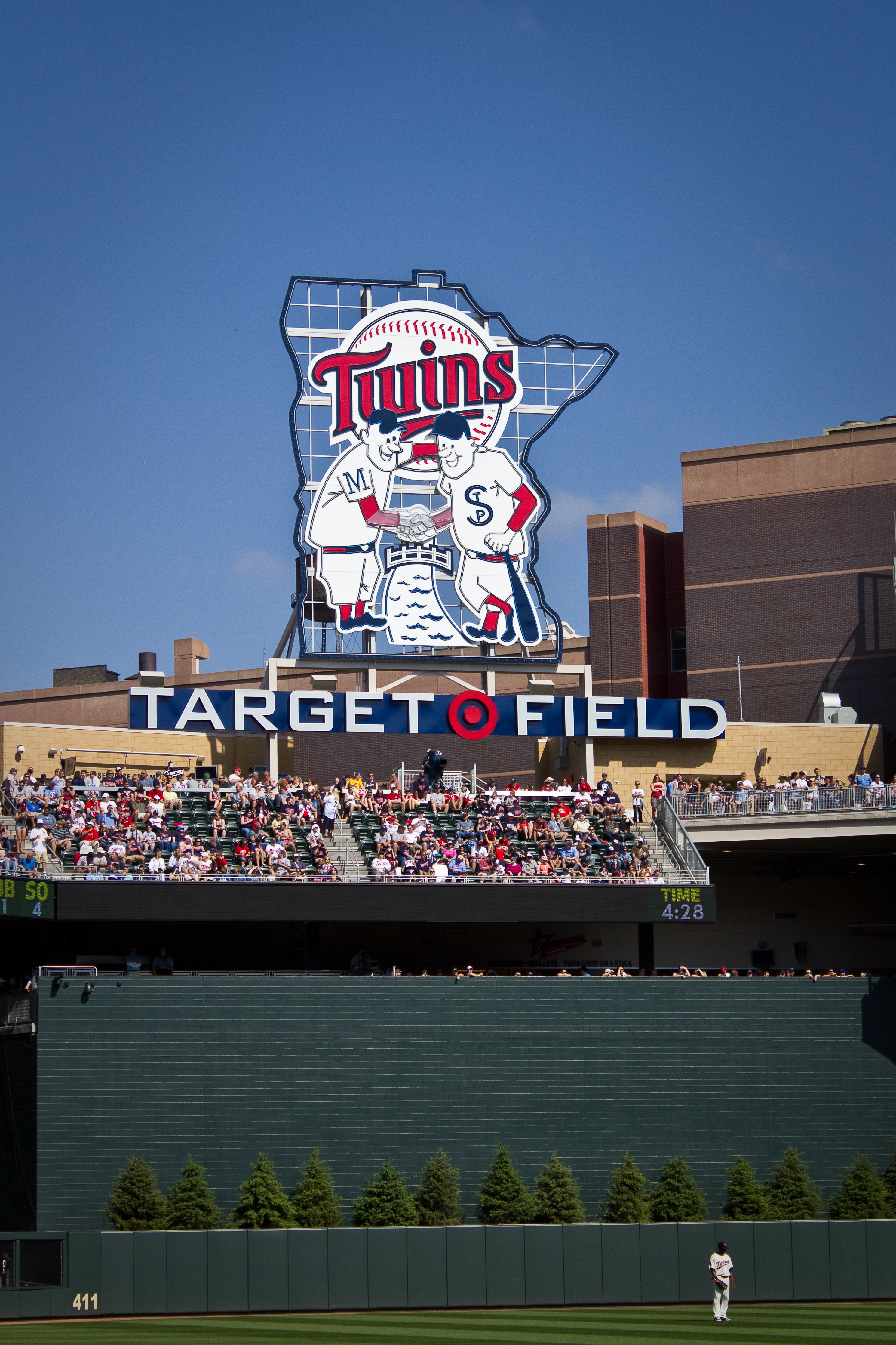
本拠地ターゲット・フィールドのバックスクリーン後方に設置されている「ミニーとポール」の看板

球団はさらに「ツインシティーズ・ツインズ」と名乗ろうとした。これは、NBAのミネアポリス・レイカーズ（現・ロサンゼルス・レイカーズ）がミネアポリスの都市名を冠したためにセントポールのファン獲得に失敗し、強豪チームであるにもかかわらず観客動員が伸び悩み、前年の1960年にロサンゼルスへ移転した一件が教訓となっている。結局、「ツインシティーズ」を冠することはMLBの許可が下りなかったため、州名を冠してミネソタ・ツインズとなった。ただし、「Twin Cities」の略称「TC」ロゴの使用は許可され、帽子に採用された。州名を球団名に冠したのはこれが初めてであった。また、前年の1960年に解散したミネアポリス・ミラーズとセントポール・セインツそれぞれのユニフォームを着た二人の男性がミシシッピ川を挟んで握手している「ミニーとポール」ロゴがユニフォームの袖に貼り付けられた。メトロポリタン・スタジアムの所在地がブルーミントンだったこと、都市名を避けて州名を冠したこと、「TC」ロゴ、「ミニーとポール」ロゴは、いずれもミネアポリスとセントポールの反目解消に貢献した。
セネタースが去った後のワシントンD.C.でも野球チーム存続の声は大きく、1961年のエクスパンションで新たにワシントン・セネタースが創設されている。しかしこのチームも10年後の1972年にテキサス州アーリントンに本拠地を移し、テキサス・レンジャーズとなっている（その後2005年にモントリオール・エクスポズがワシントンD.C.に移転し、ワシントン・ナショナルズが誕生した）。
1965年には球団記録となる102勝を挙げて移転後初のリーグ優勝。ワールドシリーズではサンディ・コーファックス、ドン・ドライスデールを擁したロサンゼルス・ドジャースに3勝4敗で敗退した。1967年にはロッド・カルーがメジャーデビュー。ツインズ在籍中に7度の首位打者に輝くなど、ツインズのスター選手として活躍した。東西2地区制となった1969年には初の地区優勝、翌1970年にも連覇を果たした。しかしその後は再び優勝から遠ざかり、観客数も減少、球団も赤字に悩まされることとなる。
1982年に老朽化したメトロポリタン・スタジアムから、新球場メトロドームに本拠地を移す。メトロドームの所在地はミネアポリスだったが、ミネアポリスとセントポールの反目は既に過去のものとなっていた。1987年、カービー・パケット、ケント・ハーベックら打撃陣の活躍によって、ツインズとして初のワールドシリーズ制覇した。2006年にセントルイス・カージナルスが83勝でワールドチャンピオンとなるまでの史上最少記録のシーズン85勝での制覇だった。1988年には、球団史上最多の3,030,672人の観客を動員した。1991年にはMLB史上初の前年最下位からワールドシリーズ制覇を達成している。
その後、1993年から8年連続で負け越し、暗黒期に入った。2001年オフにモントリオール・エクスポズと共に球団削減の対象になった。だが、市民の熱意が伝わり、球団存続が決定。翌2002年から地区3連覇を果たし、ア・リーグ屈指の強豪チームとして復活した。2006年には8度目の地区優勝。しかしリーグ優勝決定シリーズまでにいずれも敗退しており、1991年以来のリーグ優勝は果たせなかった。
2007年は地区連覇が期待されたが、主力の故障や不振によって7年ぶりに勝率5割を切ってしまった。その年のオフにはチームの攻守の要であったヨハン・サンタナ、トリー・ハンターが共に移籍し、チーム再建が急務となったが新戦力の台頭などでカバーし、2009年はデトロイト・タイガースとのワンゲームプレーオフを制し、3年ぶり9度目の地区優勝を果たす。2010年に新球場ターゲット・フィールドに本拠地を移し、両リーグ最速でポストシーズン出場を決め地区2連覇を達成するが、ポストシーズンではニューヨーク・ヤンキースに3連敗を喫し、5回連続でのディビジョンシリーズ敗退、史上ワースト2位のポストシーズン12連敗となった。
2011年は西岡剛をポスティングシステムで獲得し、チーム初の日本人選手となった。救援陣の放出が響くのと同時にジョー・マウアー、ジャスティン・モルノー、西岡剛など故障者が続出し、また、デルモン・ヤングをデトロイト・タイガースに、ジム・トーミをクリーブランド・インディアンスにトレードするなど、チームの主軸が移籍したために失速。4年振りに勝率5割を切り、11年振りの地区最下位に沈んだ。
2012年は、積極補強で長打力を上げると同時に若手の見本になるベテランを補強。上位再浮上を目指すシーズンになる。
2016年はワシントンセネターズ時代も含めて116年ぶりの開幕9連敗。8月18日から31日にかけて13連敗を記録した。また、ホームでのデトロイト・タイガース戦は1勝もできなかった。
2017年はワイルドカードを獲得したが、ワイルドカードゲームは4対8でヤンキースに敗れポストシーズンの連敗を13に伸ばした。
同年12月には通算300セーブを達成したフェルナンド・ロドニーを獲得した。
2018年は好スタートを切ったが、4月下旬に8連敗を喫して後退。ベテランのジョー・マウアーが4月12日に通算2000本安打を達成したが、11月9日に現役引退を発表し、ひとつの時代が終わった形となった。12月19日にはマウアーの背番号7が永久欠番となった。また昨シーズンワイルドカードに導いたポール・モリター監督がシーズン終了後解任となった。10月25日にロッコ・バルデッリが監督に就任した。
2019年は若手選手の活躍に期待のシーズンとなっていた。 すると、マックス・ケプラー、エディ・ロサリオらが次々と打撃開眼。5月23日には1試合に8本塁打を放つなど圧倒的な長打力を武器に躍進。1チームのシーズン最多本塁打記録を更新するペースで打ち続け、FAで加入したネルソン・クルーズの大活躍もあり、8月31日に今季チーム通算268本塁打に到達し、メジャー新記録を樹立した。昨季2018年にニューヨーク・ヤンキースが打ち立てたメジャー記録267本をわずか1年後に更新した。そして、9月25日に敵地コメリカ・パークでデトロイト・タイガースに勝利し、9年ぶり11回目のア・リーグ中地区優勝を果たした。更に翌26日には今季の159試合目となったタイガース戦で、シーズン300本塁打に到達。MLB史上初めて、1シーズンに放った本塁打が300本に達したチームとなった。勇躍ポストシーズンに臨んだ地区シリーズだったが、天敵ニューヨーク・ヤンキースに3連敗を喫し、2004年のヤンキースとの地区シリーズ第1戦に勝ったのを最後にポストシーズン16連敗。NHL（ナショナルホッケーリーグ）のシカゴ・ブラックホークスが1975年から1979年にかけて喫したポストシーズン最多連敗記録に並び、北米4大スポーツのワーストタイ記録になった。16連敗のうち、実に13敗がヤンキース戦。シーズン101勝61敗だったが、負の歴史に終止符を打つことができず。シリーズを後にすることになった。

## チーム名の由来
チーム名は本拠地であるミネアポリス市とミシシッピ川対岸のミネソタ州州都セントポール市が「ツイン・シティーズ（双子都市）」と呼ばれることに由来する。帽子やヘルメットの「TC」はTwin Citiesの頭文字である。

## 選手名鑑

### アメリカ野球殿堂表彰者
- バート・ブライレブン (Bert Blyleven)
- ロッド・カルー (Rod Carew)
- スティーブ・カールトン (Steve Carlton)
- ジョー・クローニン (Joe Cronin)
- グース・ゴスリン (Goose Goslin)
- ウォルター・ジョンソン (Walter Johnson)
- ジム・カート (Jim Kaat)
- ハーモン・キルブルー (Harmon Killebrew)
- ヘイニー・マナシュ (Heinie Manush)
- ジョー・マウアー (Joe Mauer)
- ポール・モリター (Paul Molitor)
- ジャック・モリス (Jack Morris)
- トニー・オリバ (Tony Oliva)
- カービー・パケット (Kirby Puckett)
- サム・ライス (Sam Rice)
- ジム・トーミ (Jim Thome)
- デーブ・ウィンフィールド (Dave Winfield)

### 永久欠番
| 番号 | 選手                                     | ポジション               | 備考                 |
| ---- | ---------------------------------------- | ------------------------ | -------------------- |
| 3    | ハーモン・キルブルー (Harmon Killebrew)  | 一塁手、三塁手、外野手   | 1974年指定           |
| 6    | トニー・オリバ (Tony Oliva)              | 外野手、指名打者、コーチ | 1991年指定           |
| 7    | ジョー・マウアー (Joe Mauer)             | 捕手、一塁手             | 2019年指定           |
| 10   | トム・ケリー (Tom Kelly)                 | 監督                     | 2012年指定           |
| 14   | ケント・ハーベック (Kent Hrbek)          | 一塁手                   | 1995年指定           |
| 28   | バート・ブライレブン(Bert Blyleven)      | 投手                     | 2011年指定           |
| 29   | ロッド・カルー (Rod Carew)               | 一塁手、二塁手           | 1987年指定           |
| 34   | カービー・パケット (Kirby Puckett)       | 外野手                   | 1997年指定           |
| 36   | ジム・カート (James Kaat)                | 投手                     | 2022年指定           |
| 42   | ジャッキー・ロビンソン (Jackie Robinson) | 二塁手                   | 全球団共通の永久欠番 |

### 歴代所属日本人選手
- 57 マイケル中村（2003年）※二重国籍
- 1 西岡剛（2011 - 2012年）
- 18 前田健太（2020 - 2023年）

## ツインズ野球殿堂
2000年に設立され、34人が殿堂入りを果たしている。

### 殿堂入り表彰者
- ロッド・カルー（2000年）
- カービー・パケット（2000年）
- ハーモン・キルブルー（2000年）
- トニー・オリバ（2000年）
- ケント・ハーベック（2000年）
- カルビン・グリフィス（2000年）
- ジム・カート（2001年）
- ハーブ・カーニール（2001年）
- バート・ブライレブン（2002年）
- トム・ケリー（2002年）
- ボブ・アリソン（2003年）
- ボブ・ケイシー（2003年）
- アール・バッティー（2004年）
- フランク・バイオーラ（2005年）
- カール・ポーラッド（2005年）
- ソイロ・ベルサイエス（2006年）
- ゲイリー・ガイエティ（2007年）

- ジム・ランツ（2007年）
- リック・アギレラ（2008年）
- ブラッド・ラドキー（2009年）
- ジョージ・ブロフィー（2009年）
- グレッグ・ギャグニー（2010年）
- ジム・ペリー（2011年）
- カミロ・パスカル（2012年）
- エディ・グアダード（2013年）
- トム・ミー（2013年）
- ジョン・ゴードン（2016年）
- トリー・ハンター（2016年）
- マイケル・カダイアー（2017年）
- アンディ・マクフェイル（2017年）
- ヨハン・サンタナ（2018年）
- ジョー・ネイサン（2019年）
- ジェリー・ベル（2019年）
- ジャスティン・モルノー（2020年）

## 傘下マイナーチーム
| クラス | チーム                                                                | 参加リーグ                                            | 提携   | 本拠地                                                        |
| ------ | --------------------------------------------------------------------- | ----------------------------------------------------- | ------ | ------------------------------------------------------------- |
| AAA    | セントポール・セインツ St. Paul Saints                                | インターナショナルリーグ International League         | 2021年 | ミネソタ州セントポール CHSフィールド                          |
| AA     | ウィチタ・ウィンドサージ Wichita Wind Surge                           | テキサスリーグ Double-A Central                       | 2021年 | カンザス州ウィチタ リバーフロント・スタジアム                 |
| High-A | シーダーラピッズ・カーネルズ Cedar Rapids Kernels                     | ミッドウェストリーグ High-A Central                   | 2013年 | アイオワ州シーダーラピッズ ベテランズ・メモリアル・スタジアム |
| Low-A  | フォートマイヤーズ・マイティマッスルズ Fort Myers Mighty Mussels      | フロリダ・ステート・リーグ Low-A Southeast            | 1992年 | フロリダ州フォートマイヤーズ ハモンド・スタジアム             |
| Rookie | フロリダ・コンプレックスリーグ・ツインズ Florida Complex League Twins | フロリダ・コンプレックスリーグ Florida Complex League | 1989年 | フロリダ州フォートマイヤーズ ハモンド・スタジアム             |
| Rookie | ドミニカン・サマーリーグ・ツインズ Dominican Summer League Twins      | ドミニカン・サマーリーグ Dominican Summer League      | 1998年 | ドミニカ共和国 シウダー・デ・ベイスボル                       |